# 世にも奇妙な物語 秋の特別編 (2007年)
『世にも奇妙な物語 秋の特別編』（よにもきみょうなものがたり あきのとくべつへん）は、2007年10月2日（火曜）21:00 - 23:24にフジテレビ系列で放映された『世にも奇妙な物語』シリーズの一つ。ストーリーテラーはタモリ。視聴率は16.2%。

## 未来同窓会

### あらすじ
3年振りの同窓会に出席した松井（石原）。同窓会会場の店まで着き、部屋の戸を開けるが、中には全く知らない中年の男女が5人いた。部屋を間違えたかと思い、一度謝罪して確認するが、やはり当たっている。再び戸を開けると、中では男女が怪しげな呪文を唱えており…。

### キャスト
- 松井春香：石原さとみ
- 伊野田次郎：田窪一世、（高校生時）：竹内友哉
- 一ノ瀬省吾：大高洋夫、（高校生時）：柳下大
- 菊池英司：伊藤正之、（高校生時）：加藤翔平[注 2][1]
- 本庄友恵：大島蓉子、（高校生時）：向井伊希子
- 金澤由加里：中村久美、（高校生時）：平田薫
- 工事現場の男：佐々木義紀

### スタッフ
- 脚本：ブラジリィー・アン・山田
- 演出：松木創

## カウントダウン

### あらすじ
高校教師の本多（阿部）。仕事場ではうだつが上がらないわ、生徒には馬鹿にされるわ、妻の美紀子（MEGUMI）には別居を言い渡されるわで良いことが全くない。そんな彼が勤める高校では、ある現象が起きていた。ある朝学校に来ると、学校中の机が校庭に移動しており、机で「10」と象られていたのを皮切りに、毎日毎日「9」、「8」と減っていく。「これは宇宙人の仕業だ」と著名人が言ったと同時に高校にはマスコミが殺到、本多にも纏わりついて、段々イライラしてきた彼は…。

### キャスト
- 本多惣太郎：阿部サダヲ
- 本多美紀子：MEGUMI
- 野中：皆川猿時
- 小高教頭：ト字たかお
- 染川：東根作寿英
- 友永：江口のりこ
- 森岡：浅利陽介
- 中里：吉高由里子
- 花沢：伊山伸洋
- 女子高生：船戸理世、塩田愛実
- リポーター：菅由彩子
- ディレクター：日向丈
- 取材陣：牧徹、原田裕子
- 取材記者：桜井聖
- 総理大臣：沼崎悠
- 強盗男：恩田括、佐々木一平
- 警備員：前島遼太、村上真介

### スタッフ
- 脚本：森ハヤシ
- 演出：城宝秀則
- 原作：樋口明雄『カウントダウン』（早川書房「カウントダウン」所収）

## 自販機男

### あらすじ
浜口（城島）は、会社でも家でも全くうだつのあがらないサラリーマン。ある日の会社帰りに、何の気なしに立ち寄った自販機でジュースを買うと、当たりが。「久々の幸運がこの程度か…」と苦笑する彼の傍らでホームレスが「その自販機にはアキヤマさんという、うだつのあがらなかったサラリーマンの霊が憑いている」と言う。もちろん一笑に付した浜口だったが、その後もこの自販機からは当たりが続いたり、2本一辺に出てきたりと偶然にしてはでき過ぎな出来事が続く。それも、思わず自販機に愚痴った時に限って…。

### キャスト
- 浜口直樹：城島茂（TOKIO）
- 川井田美月：上原美佐
- 課長：近江谷太朗
- 川井田聡子：松浦佐知子
- ホームレス：飯田孝男
- 板垣：富川一人
- 警官：滝裕次郎
- カップル：白井達也、吉原沙貴
- 不良：大山竜一、遊木康剛、蔀祐太朗、加納利衛子
- 主婦：ふくまつみ
- 女主人：松山尚子
- 母の声：藤井京子

### スタッフ
- 脚本：加藤公平・植田泰史
- 演出：植田泰史
- 原作：肥谷圭介・加藤公平『僕と、自販と、時々、オッサン』（白泉社「ヤングアニマル」2007年9号所収）

## ゴミ女

### あらすじ
新聞社に勤める伊藤（松下）は、とある上司の指令でゴミの異臭がものすごい家を取材しろと命じられる。そこで取材をしていると、家から安村（佐々木）が出現する。どうしてゴミを放置すると聞くと、これはゴミではないと追い返されてしまう。そこで伊藤は安村の家を影から見ているが、そのゴミの正体を知り…。

### キャスト
- 伊藤絵美：松下由樹
- 安村時子：佐々木すみ江
- 伊藤洋一：甲本雅裕
- 編集長・瀬川：菊池均也
- 同僚・リエ：坂東美佳
- 小説家：大下源一郎
- 少女絵美：田中明
- 友達亜弥：兼尾瑞穂
- 少女：大窪凪沙、久本愛実、田村未奈美
- 恰幅の良い編集長：須永慶

### スタッフ
- 脚本：佐藤万里
- 演出：岩田和行
- 原作：柴田よしき『隠されていたもの』（集英社）

## 48%の恋

### あらすじ
見習い天使（岡田）は天使になるための最終試験を受ける。内容は運命で決められた二人を結びつける事。合格すれば天使となり、不合格なら人間からやり直し。ターゲットである菜摘（白石）とその相手の靖之は見習い天使の作ったきっかけもあいまって順調に結婚へと進んでいく。一方、カメラマンを目指すも未だアシスタント止まりの同級生・宏太との関係に変化が表れ始める…。

### キャスト
- 上原菜摘：白石美帆
- 天使：岡田義徳
- 佐竹宏太：山下徹大
- 川島靖之：山﨑勝之
- 有希：松本若菜
- カメラマン：大門賢二
- 同級生：飯田久美子、稲葉大助、竹島正義
- 川島の父：茂木和範
- 川島の母：高柳葉子
- 試験官天使：西村雅彦

### スタッフ
- 脚本：相沢友子
- 演出：村谷嘉則